# 파라타
파라타(영어: Paratha, 펀자브어: ਪਰਾਂਠਾ)는 남아시아 지방에서 처음 만들어진 납작빵이다.
남아시아의 북쪽 부분에서 파라타는 발효되지 않은 빵 중에서 가장 유명한 빵 중 하나이다. 파라타를 구울 때는 번철의 일종인 타바에서 굽는다. 파라타의 반죽은 보통 버터나 식용유가 포함되며 파라타 속에 감자나 잎채소, 무, 콜리플라워 또는 파니르 치즈와 같은 소가 들어가기도 한다. 버터를 위쪽 면에 발라서 먹기도 하며 차트니, 피클, 발효유를 얹기도 한다. 파라타는 둥근 모양이 많으며 칠각형 모양, 사각형 모양, 삼각형 모양 등 많은 모양이 존재한다. 파라타는 로티와 매우 비슷하다.

## 이름
"파라타"란 말은 "구운 빵 반죽"이라는 뜻을 지닌 "파라트"(parat)라는 단어와 곡물의 가루를 가리키는 단어인 "아타"(atta)라는 단어를 합쳐서 만들어졌다.
- 파라타(디베히어: ފަރަޓާ, 마이틸리어: पराठा, 모리스얀어: farata, 싱할라어: පරාතා, 우르두어: پراٹھا, 칸나다어: ಪರಾಠಾ, 텔루구어: పరాటా, 힌디어: परांठा)
- 파라운타(펀자브어: ਪਰੌਂਠਾ, پروٹھا)
- 파로타(구자라트어: પરોઠા, 타밀어: பரோட்டா)
- 포로타(말라얄람어: പൊറോട്ട, 벵골어: পরোটা, 오리야어: ପରଟା)
- 팔라타(버마어: ပလာတာ)

## 종류
- 가자르 파라타(당근이 들어간 파라타)
- 고브히 파라타(양념이 된 콜리플라워가 들어간 파라타)
- 라수니 파라타(마늘이 곁들여진 파라타)
- 로티 파라타
- 마카 파라타(옥수수가 들어간 파라타)
- 마타르 파라타(삶은 완두콩이 더해진 파라타)
- 무글라이 파라타(달걀과 고기가 소로 들어간 파라타)
- 미타 파라타(설탕이 뿌려진 파라타)
- 믹스 파라타
- 반드 고비 왈라 파라타(양배추로 채워진 파라타)
- 발 왈라 파라타
- 분디 파라타(버터와 함께 구워진 파라타)
- 슈거 파라타
- 슈림프 파라타(새우가 채워진 파라타)
- 아지바인 파라타(아지바인이 첨가된 파라타)
- 안다 파라타(양념이 된 달걀이 소로 들어간 파라타)
- 알루 치즈 파라타(알루 파라타에 치즈가 가미된 파라타)
- 알루 파라타(매운 삶은감자와 양파가 소로 들어간 파라타)
- 자이푸리 파라타
- 차나 파라타(벵골콩이 들어간 파라타)
- 치킨 파라타
- 칠리 파라타(매운 맛이 나는 파라타)
- 토마토 파라타
- 파니어 파라타(치즈로 채워진 파라타)
- 파페테이 카 파라타(파파야가 들어간 파라타)
- 팔라크 파라타(시금치가 들어간 파라타)
- 피아즈 카 파라타(양파가 채워진 파라타)

## 같이 보기
- 인도 요리
- 로티
- 납작빵

1. ↑  National Academies of Sciences, Engineering, and Medicine; Health and Medicine Division; Food and Nutrition Board; Committee to Review the Dietary Reference Intakes for Sodium and Potassium (2019). 〈Chapter 4: Potassium: Dietary Reference Intakes for Adequacy〉.   Oria, Maria; Harrison, Meghan; Stallings, Virginia A. 《Dietary Reference Intakes for Sodium and Potassium》. The National Academies Collection: Reports funded by National Institutes of Health. Washington, DC: National Academies Press (US). 120–121쪽. doi:10.17226/25353. ISBN 978-0-309-48834-1. PMID 30844154. 2024년 12월 5일에 확인함.
2. ↑  United States Food and Drug Administration (2024). “Daily Value on the Nutrition and Supplement Facts Labels”. 《FDA》. 2024년 3월 27일에 원본 문서에서 보존된 문서. 2024년 3월 28일에 확인함.